# Peter Bajus
Peter Bajus (* 13. Juni 1795 in Klein-Gerau; † 18. Februar 1875 in Kingston (Ontario)), der auch den Zunamen Stolz führte, war ein deutscher Schnellläufer und Hofläufer im Dienste des Großherzogs Ludwig I.

## Leben
Peter Bajus lebte bis zum 15. Lebensjahr in Nauheim bei seinen Eltern. 1809 verließ er sein Elternhaus, um als Knecht die Branntweinbrennerei zu erlernen. In diesem Gewerbe arbeitete er einige Jahre. Dann kehrte er nach Nauheim zurück und verdiente seinen Lebensunterhalt als Tagelöhner.
Im Januar und Februar 1824 machte er mit einigen herausragenden Laufleistungen als Schnellläufer auf sich aufmerksam. Am 23. Februar 1824 kam Bajus dann auf Einladung des Großherzogs Ludwig I. nach Darmstadt. Er trat als Hofläufer in die Dienste des Großherzogs und stellte damit den Lebensunterhalt für sich und seine Familie auf eine sichere Grundlage. Während seiner langjährigen Dienstzeit am Hofe bildete er auch seinen ältesten Sohn Johannes zum Hofläufer aus.
1844 versuchte er ein Comeback als Läufer, blieb aber wenig erfolgreich. Er trat erneut in die Dienste des Großherzogs von Hessen-Darmstadt ein; diesmal als Lakai. 1856 wanderte er nach Amerika aus.

## Laufleistungen
Neben einigen Anekdoten über frühere schnelle Laufleistungen sind die folgenden Schauläufe belegt:
- 18. Januar 1824: Bajus startet in Mainz-Kastel und erreicht nach 2:15:00 das Bockenheimer Tor in Frankfurt, wo der diensthabende Zöllner seine Ankunft bescheinigt. Für den Rückweg braucht er jedoch deutlich länger, so dass er das festgelegte Limit von fünf Stunden deutlich verfehlt. Die zeitgenössische Presse sah die Ursachen für diesen relativen Misserfolg u. a. in „alten zerlöcherten Schuhen“, die er unterwegs wegwerfen musste, um  in „geflickten alten Socken“ weiterzulaufen. Ferner musste sich der Läufer selber noch um Getränke und Proviant kümmern.
- Anfang Februar folgt ein weiterer Wettlauf in Mainz.
- Am 8. Februar 1824 läuft Bajus die Strecke Mainz – Fintheim – Mainz vor „mehreren Tausend Zuschauern“.
- Am 15. Februar 1824 startet Bajus in Frankfurt am Schützenhaus am Allerheiligentor und erreichte in weniger als einer Stunde das Zollhaus vor Hanau. Sowohl in Frankfurt wie auch in Hanau sind große Menschenmenge zusammengekommen. Auf dem Rückweg ist am letzten Chausseehaus vor Frankfurt die Menschenmenge inzwischen so angewachsen, dass es für Peter Bajus kein Durchkommen mehr gab. Gegen seinen Willen wird er in eine Kutsche gesetzt und zum Zielplatz am Allerheiligentor gefahren. In einer Untersuchung des Sportkreises Darmstadt 33 hat Robert Bertsch 1989 errechnet, dass Peter Bajus bei diesem Lauf eine 10.000 m Zwischenzeit von 31:45 Minuten erreichte. Er war damit vermutlich der schnellste Langstreckenläufer seiner Zeit.
- In der Woche nach seinem großen Hanau-Lauf startet Peter Bajus noch zweimal in Frankfurt. Einmal unternimmt er „einen Schnellspaziergang“ vom Bockenheimer Tor zur Galluswarte und zurück. Das andere Mal läuft er nach Höchst, wobei er „im Angesicht vieler Tausend Menschen“ eine vier „starke Stunden“ lange Strecke in 68 Minuten zurücklegt.
- Einen vorerst letzten Lauf unternimmt Peter Bajus am 26. Februar 1824, um eine Sendung von Darmstadt nach Frankfurt zu überbringen.

Hinweise auf weitere Schauläufe von Bajus gibt es nicht. Vermutlich durfte er als Großherzoglicher Bediensteter nicht mehr in dieser Form auftreten.